# フィフス・ギア
『フィフス・ギア』（5th GearまたはFifth Gear）は、イギリスの放送局・ファイブのテレビ番組。自動車を扱った情報・検証番組。日本ではディスカバリーチャンネルで放送されている。

## 概要
- 2001年にBBCの人気番組『トップ・ギア』が終了したのを受けて、ファイブ側が同番組のスタッフ、出演者などを引き抜いて2002年に開始。ファイブ側は番組そのものを買い取ろうとしていたようだが、BBC側はこれを拒否した。
- 内容としては新車紹介の他、自動車に関連した情報を紹介したり、検証したりするもの。出演者がレースに参加したり、路上駐車について考えたり、自動車のナンバープレートのオークションを紹介したりと、その範囲は多岐に渡る。他にはフェラーリの、過去に実際にF1に参戦したマシンを購入する視聴者を追いかけたドキュメンタリーやミハエル・シューマッハの操縦するF1マシンと戦闘機の400メートル（いわゆるゼロヨン）勝負、SUVを使用してテロからの襲撃に備える方法、ドリフトで縦列駐車をする方法、大麻の影響下での運転についての検証なども放送した。
- 出演者は2005年12月時点でティフ・ニーデル、ヴィッキー・バトラー・ヘンダーソン（以上二人は『トップ・ギア』からの「移籍」組）、ジェイソン・プラト、トム・フォードの計4人。さらに2010年10月には、『トップ・ギア』でザ・スティグ（2代目）役を務めていたレーシングドライバーのベン・コリンズが加入している。
- アメリカではスピード・チャンネルによって放送されている。